# تاريخ الأسبرين
يمتد تاريخ الأسبرين (المعروف أيضا باسم أسيتيل ساليسيلك أسيد أو ـ أ.س.أ) واستخداماته الطبية والمواد المرتبطة به إلى تاريخ قديم، على الرغم من أنه لم يتم التصنيع النقي والتسويق للأسيتايل ساليسيلك أسيد قبل عام 1899.
تظهر العقاقير المصنعة من الصفصاف والنباتات الغنية بالساليسيليت في الألواح الطينية التي ترجع إلى حضارة سومر، وبردية إبيرس من مصر القديمة كذلك. أشار هيبوقراط إلى استخدام شاي الصفصاف في تخفيف الحمى حوالي عام 400 قبل الميلاد، كما كان جزء من الأدوية الموجودة في الطب الغربي في العصور الكلاسيكية القديمة والعصور الوسطى. اكتشف تأثير مستخلص لحاء الصفصاف على الحمى والألم والالتهابات في منتصف القرن الثامن عشر. بحلول القرن التاسع عشر كان الكيميائيون يقومون بعمل التجارب ويَصِفون مجموعة متنوعة من المواد الكيميائية المتعلقة بحمض الساليسيليت، العنصر الحيوي في مستخلص الصفصاف.:46-55
في عام 1853 قام الكيميائي «تشارلز فريدريك جيرهارد» بمعالجة كلوريد الأسيتيل مع ساليسيلات الصوديوم لإنتاج الأستيل ساليسيلك أسيد لأول مرة.:46-48 في النصف الثاني من القرن التاسع عشر، قام كيميائيون أكاديميون آخرون بوضع تركيب كيميائي للمركب وابتكروا طرق تصنيع أكثر فعالية. في العام 1897، بدأ علماء الأدوية والصبغات من شركة «باير» في التحقيق حول كون الأسيتايل سايليسيلك أسيد بديل أقل تسببًا في الهياج من أدوية الساليسيليت القياسية المنتشرة، وعرّفوا طريقة جديدة للتصنيع.:69-75بحلول عام 1899 أطلقت شركة باير على هذا الدواء اسم «أسبرين» وبدأت بيعه في العالم كله.:27كانت كلمة «أسبرين» هي اسم العلامة التجارية لشركة باير، بدلا عن الاسم العلمي للدواء؛ مع ذلك فقد ضاعت أو تم بيع حقوق العلامة التجارية لشركة باير في العديد من البلدان. ذاعت شهرة الأسبرين في النصف الأول من القرن العشرين مما أدى إلى منافسة شرسة مع انتشار العلامة التجارية للأسبرين ومنتجاته.
قلت شهرة الأسبرين بعد تطوير عقار اسيتامينوفين/ باراسيتامول في عام 1956 وإيبوبروفين في عام 1962. في العقدين 1960 و1970، اكتشف «جون فان» وآخرين الآلية الرئيسية لتأثير الأسبرين،:226-231 بينما أثبتت تجارب سريرية ودراسات أخرى بين عامي 1960 إلى 1980 فعالية الأسبرين كعامل مضاد للتخثر يقلل من خطر أمراض تخثر الدم.:247-257 ارتفعت مبيعات الأسبرين بشكل هائل في العقود الأخيرة من القرن، وظلت قوية في القرن الحادي والعشرين مع انتشار استخدامه كعلاج وقائي ضد النوبات القلبية والسكتات الدماغية.:267-269
التاريخ المبكر للساليسيليت
أصبحت العقاقير المستخلصة من أشجار الصفصاف والنباتات الأخرى الغنية بالساليسيليت جزءًا من صناعة المواد الصيدلية منذ عصر حضارة سومر على أقل تقدير. بردية إبريس، وهي نص طبى مصرى منذ عام 1543 قبل الميلاد، يذكر استخدام الصفصاف والآس (نبات أخر غنى بالساليسيلات) لعلاج الحمى والألم.
أصبحت مستحضرات لحاء الصفصاف جزء أساسي في المواد الطبية في الطب الغربي بدءًا من الطبيب اليوناني هيبوقراط في القرن الخامس قبل الميلاد على أقل تقدير؛ فلقد نصح بمضغ لحاء الصفصاف لتخفيف الألم والحمى، وشرب شاي مصنوع من لحاء الصفصاف أيضا لتخفيف الآلام أثناء الولادة. اقترح الفيلسوف الرماني الموسوعي سلزوس في كتابه «كتاب الطب» في العام 30 الميلادي استخدام أوراق الصفصاف لعلاج أربع علامات للالتهاب: الاحمرار، ارتفاع الحرارة، التورم، الألم. ظهرت علاجات الصفصاف أيضًا في كتاب المواد الطبية لديسقوريديس، وكتاب بليني الأكبر في التاريخ الطبيعي. في عصر جالينوس، كان استخدام الصفصاف منتشرًا في العالمين الروماني والعربي،:14-15 كجزء صغير من مجموعة كبيرة متزايدة من الأدوية النباتية.

## في القرنين الثامن عشر والتاسع عشر

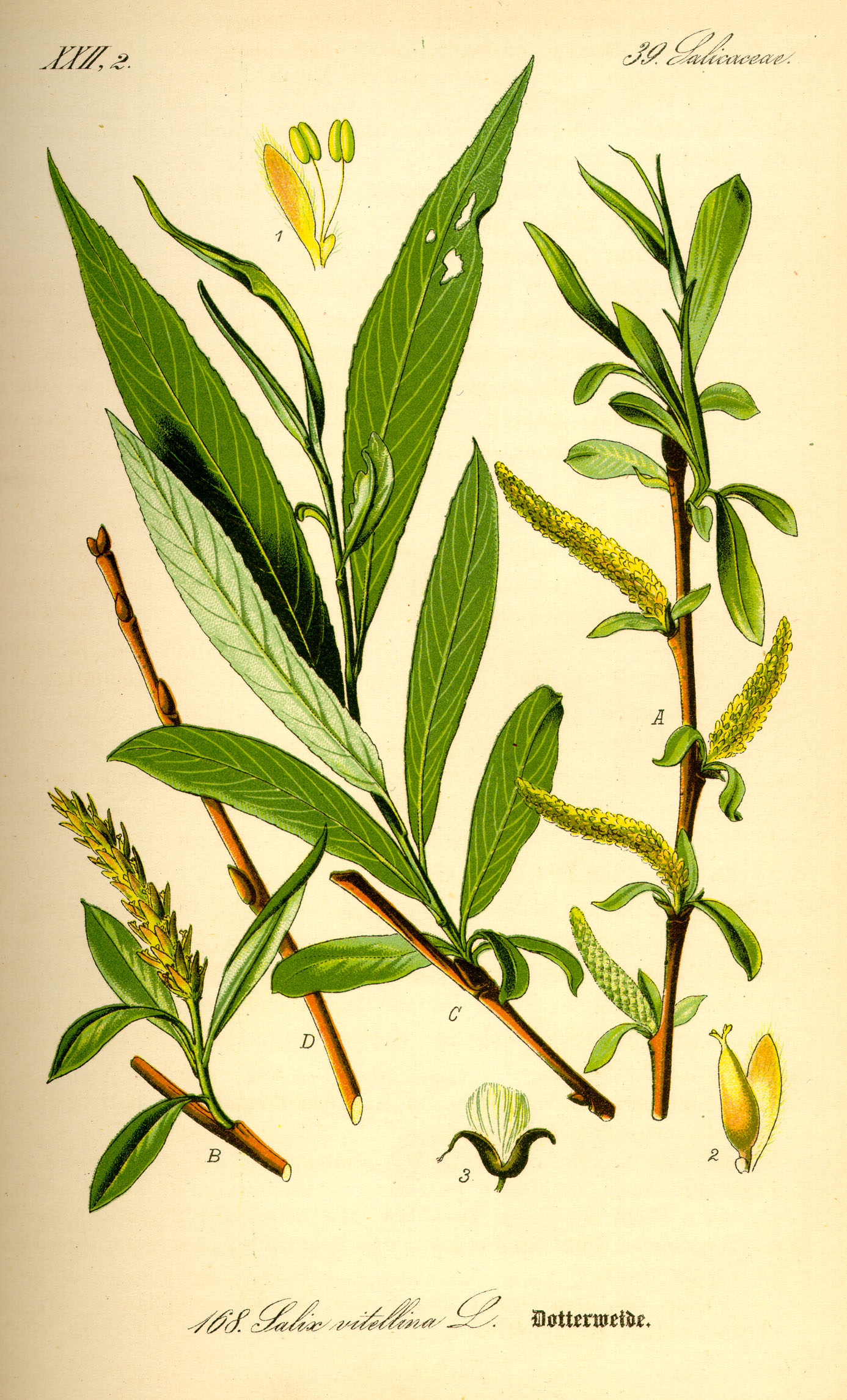
الاسم: صفصاف ألبا، الأسرة: صفصافية، كتاب المصدر الأصلي: البروفيسور الدكتور أوتو فيلهلم ثوميه

جاءت نقطة التحول الكبرى لعقاقير الساليسلات عام 1763، عندما قُرِأ خطابًا من القسيس الإنجليزي إدوارد ستون في اجتماع الجمعية الملكية، واصفًا القوة الهائلة للحاء الصفصاف في علاج الأعراض غير الواضحة لحمى البرداء، بما فيها الحمى المتقطعة، الألم، الإجهاد، والتي تشير مبدئيًا إلى الإصابة بالملاريا. عملاً بمبدأ التوقيعات في البحث عن علاج لحمى البرادء بالقرب من المياه المالحة التي تسبب هذه الحمى. اختبر ستون لحاء الصفصاف في عام 1758 ولاحظت التأثير القابض المشابه للدواء باهظ الثمن المتعارف عليه لعلاج هذه الحمى وهو لحاء البيرو. قام ستون بجمع وتجفيف وسحق كمية كبيرة من لحاء الصفصاف على مدار الخمس سنوات التالية واختبار تأثيرها على عدد من المرضى بالحمى. في خطابه، ذكر ستون نجاحًا قويًا، واصفًا تأثير مستخرج الصفصاف بالمماثل للحاء البيرو، وإن كان أقل قليلا في قوته. (في الواقع لقد كانت المادة الفعالة في لحاء البيرو هي الكينين، التي تهاجم العامل المسبب لعدوى الملاريا، بينما المادة الفعالة في الصفصاف هي الساليسن، خففت أعراض الملاريا ولكن لم تعالجها تمامًا) تمت طباعة خطاب ستون (الذي يُنسب بالخطأ إلى إدموند بدلًا من إدوارد ستون) في النقاشات الفلسفية، وبنهاية القرن الثامن عشر اكتسب الصفصاف شهرته كبديل غير باهظ الثمن للحاء البيرو.:17-34
في القرن التاسع عشر، حيث بدأ النظام الصغير للكيمياء العضوية في النمو في أوروبا، حاول العلماء فصل وتنقية العناصر الفعالة لكثير من العقاقير، من بينها لحاء الصفصاف. بعد محاولات فاشلة من الكيميائيين الإيطاليين «بروجناتيلي» و«فونتانا» عام 1826، تمكن «جوزيف بوخنر» من الحصول على بلورات الساليسن 1828، في العام التالي طوّر «هنري ليروكس» إجراءات أخرى لاستخراج منتجات متواضعة من الساليسن. في عام 1834 اكتشف الكيميائي السويسري «يوهان باجنتشر» ما ظن أنه مادة جديدة لتخفيف الألم، منعزلا عن العلاج الرائج (اسبيريا الماريا). في عام 1838، وجد الكيميائي الإيطالي «رفائيل بيريا» طريقة لتحضير حمض أكثر قوة من مستخلص الصفصاف، والذي سمّاه ساليسيلك أسيد. سريعًا اكتشف الكيميائي الألماني «كارل ياكوب لوينج» والذي كان يعمل على تحديد مستخرج الاسبيريا أنه لم يكن غير الساليسيلك أسيد الذي اكتشفه «بيريا».:38-40
كان من الصعب والإسراف استخراج عقاقير السالسيلات مثل الساليسن، الساليسيلك أسيد، ساليسيلات الصوديوم من النباتات، وفي عام 1860 بدأت «هيرمان كوبلي» طريق تصنيع الساليسيلك أسيد.:48 في نهايات القرن 1800 تزايد استخدام الساليسيلات بشكل هائل، وازدادت معرفة الأطباء بما يمكنهم توقعه من هذه العقاقير: تقليل الألم، الحمى، والالتهاب. ولكن الآثار الجانبية غير السارة وخصوصًا: تهيج المعدة حدّت من فائدة هذه العقاقير،:46-55 وكذلك مرارتها الشديدة. مع بداية العقد 1880، قفزت الصناعة الكيميائية الألمانية مع بداية تطوير الصبغات من قطران الفحم، وتفرعت إلى التحقيق في إمكانية وجود أدوية جديدة مشتقة من الفحم.:40-46كانت نقطة التحول هي ظهور كالي وشركة انتيفبرين، النسخة ذات العلامة التجارية من مشتقات الصبغة المعروفة أسيتانيليد، تم اكتشاف قدرتها على تخفيف الحمى بالمصادفة عام 1886. ألهم نجاح «أنتيفبرين» كارل ديوسبرج، رئيس الأبحاث في شركة أصباغ صغيرة «فريدريك باير آند كومبانى»، لبدء البحث المنهجي عن عقاقير أخرى خافضة للحرارة. سريعًا ما طّوّر كيمائيو «باير» عقار فيناسيتين، ثم بعد ذلك مهدئات سلفونال وتريونال.:62-65

## تصنيع الأسيتايل ساليسيلك أسيد (أ.س.أ)
إبان السيطرة الكاملة لشركة باير على التصنيع عام 1890، بدأ ديوسبرج بتوسعة البرنامج البحثي للشركة في الدواء. وكوّن مجموعة كيميائية لتكوين أدوية جديدة، برئاسة الكيميائي الجامعي السابق آرثر اشينجرن، ومجموعة صيدلانية لاختبار الأدوية، برئاسة هاينريش درسر (بدأت في 1897، بعد فترات تحت رئاسة فيلهلم سيبيل وهيرمان هيلدبراند). في 1894، الكيميائي الشاب فيليكس هوفمان انضم إلى المجموعة الصيدلانية. يعد كل من درسر واشينجرن وهوفمان الشخصيات الرئيسية في تطوير الأسيتيل ساليسيلك أسيد إلى عقار الأسبرين (رغم أن أدوارهم الجليلة كانت محل لبعض الخلاف).:65-68 
في عام 1897، بدأ هوفمان العمل إيجاد بديل أقل تسببًا في التهيج من الساليسيلك أسيد. وبصفة عامة يُعتقد أنه توجه إلى هذه الفكرة بعد ما عاناه والده من الآثار الجانبية لتعاطي ساليسيلات الصوديوم لمرض الروماتزم.:68
في عام 1853، نشر تشارلز فريدريك جيرهارد الطرق الأولى لتحضير الأسيتيل ساليسيلك أسيد.:46-48  في خلال مسيرة عمله على كيفية تصنيع وخصائص أنهيدريدات الأحماض المختلفة، قام بخلط كلوريد الاسيتيل مع ملح الصوديوم لحمض الساليسيلك (ساليسيلات الصوديوم). تبع ذلك رد فعل قوى والناتج المذاب تصلّب سريعًا. وبما أنه لم توجد نظرية بنائية في وقت جيرهارد فإنه أطلق على المركب الذي توصل إليه «ساليسيلك ـ أسيتك أنهيدريد»، عند محاولة جيرهادر لإحلال المركب الصلب في محلول مخفف من كربونات الصوديوم فإنه تحلل فورًا إلى أملاح الصوديوم للأحماض الساليسيليك والأسيتيك. في عام 1859 حصل الكيميائي النمساوي هوجو فون جيلم على أسيتيل اسيتيك أسيد نقي عن طريق التحليل والذي أسماه (أسيتيليريت ساليسيليسور اسيتايليتد ساليسيلك أسيد) عن طريق التفاعل بين الساليسيلك أسيد وكلوريد الاسيتيل. في عام 1869، كرر شرودر وبرنزهورن وكراوت تجربتي كلا من جيرهارد (ساليسيلات الصوديوم) وفون جيلم (من الساليسيلك أسيد) وانتهت كلتاهما إلى إعطاء أسيتايل ساليسيلك أسيد المركب. (تم ذكر اسم برنزهورن في الورقة كشريك في إجراء التجارب) كانوا أول من خصص له الهيكل الصحيح مع مجموعة أسيتيل متصلا الأكسجين الفينولية.
وفيما يبدو أن هوفمان قد فعل مثل ما يفعل دائمًا معظم الكيميائيين، بدأ بدراسة ما هو مدوّن ثم إعادة خلق طرق للنشر. في العاشر من أكتوبر 1897 (وفقًا لما ورد في دفتر ملاحظاته المختبرية) وجد هوفمان طريقة أفضل لتصنيع أ.س.أ، من الساليسيلك أسيد راجع مع أسيتك أنهيدريد.:69-71:25
أرسل اشينجرن أ.س.أ إلى مجموعة درسر الطبية للاختبار، والنتائج الأولية كانت إيجابية للغاية. الخطوة التالية كانت طبيعيًا هي التجارب السريرية، ولكن درسر عارض المزيد من التحقيق حول أ.س.أ بسبب سُمعة الساليسيلك أسيد في إمكانية إضعاف عضلة القلب كأثر جانبي للجرعات العالية التي تستخدم غالبًا في علاج الروماتيزم. سريعًا ما انشغلت مجموعة درسر في اختبار مدى النجاح الكيميائي التالي لفيلكس هوفمان: «داياسيتيل مورفين» (الذي سريعًا أطلقت عليه شركة باير اسم هيروين بسبب الشعور البطولي"Heroic" الذي حصلوا عليه من خلاله). أصيب ايشنجرن بخيبة أمل بسبب رفض درسر لمركب أ.س.أ، ذهب مباشرة إلى ممثل باير في برلين فيليكس جولدمان لترتيب التجارب بشكل قانوني مع الأطباء. برغم أن نتائج هذه التجارب كانت إيجابية للغاية أيضًا، وبدون تقارير عن أية مضاعفات محددة للساليسيلك أسيد، ظل اعتراض درسر قائمًا. بينما تدخل كارل دويسبرج ووضع مقرر للاختبار الكامل. فورًا اعترف درسر بفعالية أ.س.أ وقررت باير التقدم نحو الإنتاج. كتب درسر تقريرًا عن النتائج للترويج للدواء الجديد وأغفل فيه أي ذكر لهوفمان أو اشينجرن.:71-74:25-26 فأصبح هو الوحيد من بين الثلاثة الذي تلقى عائدات من الدواء (لاختباره)، لأن الدواء لم يكن مؤهل للترشح لبراءة اختراع فربما تم استبعاد الكيميائيين الذين صنعوه. بالرغم من ذلك ولسنوات عديدة فقد تم إرجاع اكتشاف الأسبرين إلى هوفمان.:71-74:22-26
انتشر الجدل حول من هو المسؤول في المقام الأول عن تطوير الأسبرين خلال القرن العشرين وإلى القرن الحادي والعشرين. رغم أن مصدر الأسبرين كان ضمن الدراسات الأكاديمية وباير لم تكن هي الأولى في تصنيعه، فإن باير وإلى 2016 لا زالت تصف هوفمان على أنه «مكتشف المادة المخففة للآلام، وخافضة الحرارة، ومضادة الالتهاب». وقد تحدى المؤرخون وغيرهم حسابات باير المبكرة في التصنيع، والتي كان هوفمان هو المسؤول الرئيسي عن اختراق باير عندها. في عام 1949 قليلا قبل وفاته، كتب اشينجرن مقالة «خمسين عام من الأسبرين» مُدّعيا أنه لم يخبر هوفمان عن غرض البحث، مما يعنى أن هوفمان بالكاد استطاع تنفيذ خطة اشينجرن في البحث، وأن الدواء لم يكن ليتجه نحو السوق إلا من خلال توجيهه. وتم تأييد هذا الادعاء لاحقا من خلال بحث أجراه المؤرخ والتر سنيادر. أكسل هيلمشتيدر، السكرتير العام للمجتمع الدولي لتاريخ الصيدلة، تساءل بعد ذلك عن مدى كون بحث سنيادر مُختَلق. مشيرا إلى أن العديد من المقالات السابقة ناقش جدال هوفمان ـ اشينجرن بالتفاصيل. ردت باير على سنيادر في بيان صحفى يفيد بأنه وفقا للتقارير، فإن هوفمان واشينجرن قاما بأدوار متساوية، وأن اشينجرن لم يكن رئيسًا على هوفمان. وضع اسم هوفمان في الولايات المتحدة لبراءة الاختراع على أنه المخترع، والذي لم يذكره سنيادر. كانت هناك الكثير من الفرص أمام اشينجرن (والذي ترك باير في عام 1908) أن يدّعى ملكيته وهو الذي لم يفعله قبل عام 1949، هو لم يدّعى ولم يتلقى أية نسبة من الأرباح من مبيعات الأسبرين.

## تسمية العقار

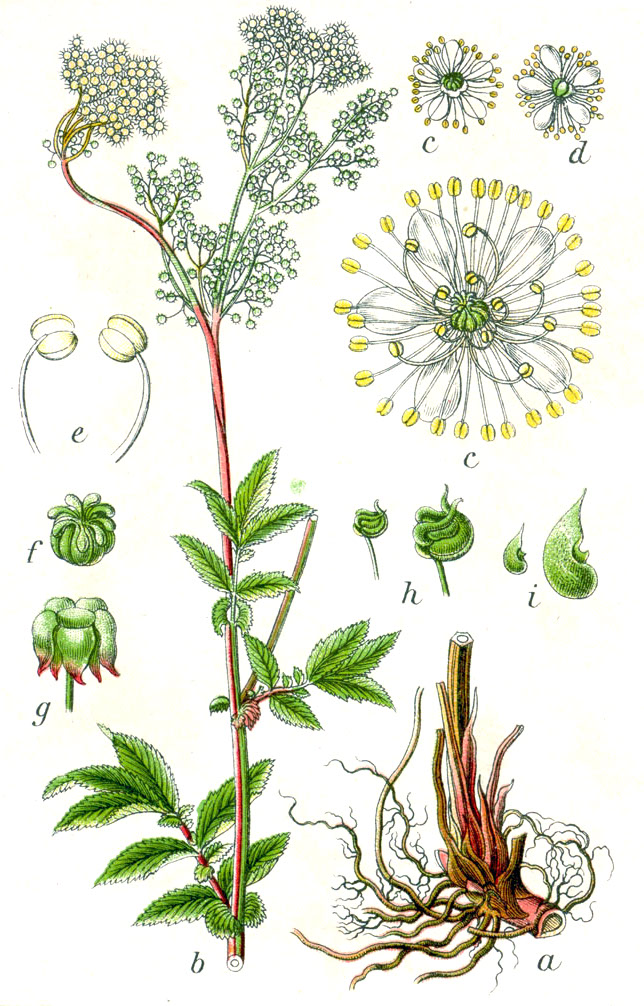
إكليلية المروج (إل.) مكسيم

اشتق اسم «أسبرين» من اسم المركب الكيميائي أ.س.أ ـ أسيتيل سبرسويرا باللغة الألمانية. سبيرسويرا (ساليسيلك أسيد) تمت تسميته بذلك نسبة إلى نبات المروج، اسبريا الماريا، يمكن أن يكون اشتُق منها أيضا.:40 أسبرين أخذ أـ من الأستلة، سبرـ من سبرسويرا، وـ ين ـ إضافية كنهاية نموذجية لاسم دواء تسهيلا لنطقه. في الجولة الأخيرة من مقترحات التسمية التي دارت في شركة باير، استقرت على أسبرين أو ايوسبرين؛ خافوا من أن اسم أسبرين قد يذكر الزبائن بكلمة الشفط / الارتشاف (بالإنجليزية: aspiration)، ولكن آرثر ايشنجرن ناقشهم حول أن المقطع ايوـ الذي يعنى «جيد» لم يكن مناسبًا لأنه عادةً ما يشير إلى تطوير في نسخة سابقة من عقار مماثل كان موجود من قبل. وبما إن المادة نفسها كانت معروفة بالفعل، فقد قرر باير أن يستخدم اسم جديد لطرح دوائهم كشيء جديد.:73:27

## الحقوق والبيع
تحت قيادة كارل دويسبرج، التزمت باير بحزم بمعايير الدواء الأخلاقية، كبديل للأدوية غير المصنفة. وكانت الأدوية الأخلاقية هي الأدوية التي يمكن الحصول عليها فقط من خلال الصيدلي، وعادة مع وصفة طبيب. اعتبر الإعلان مباشرة عن الأدوية للمستهلكين غير أخلاقي وتمت معارضته بشدة من قبل العديد من المنظمات الطبية؛ كان هذا هو مجال الأدوية الغير مصنفة. ولذلك، اقتصرت باير على تسويق الأسبرين مباشرة للأطباء.:80-83
عندما بدأ الإنتاج من الأسبرين في عام 1899، أرسلت باير علب صغيرة من الدواء إلى الأطباء والصيادلة والمستشفيات، وقدمت المشورة لهم عن استخدامات الأسبرين وتشجيعهم على نشر آثار الدواء ومدى فعاليته. عندما جاءت النتائج إيجابية وزادت الحماسة، سعت باير لتأمين براءة الاختراع والعلامة التجارية بقدر الإمكان. كان غير مؤهل للحصول على براءة في ألمانيا (على الرغم من أنه تم قبوله لفترة وجيزة قبل أن نقض القرار)، ولكن كان الاسبرين مُسجل في البراءات البريطانية (وُثّق في 22 ديسمبر 1898) والولايات المتحدة (الولايات المتحدة للبراءات 644,077 الصادر 27 فبراير 1900). وقد نقضت البراءة البريطانية في عام 1905، حوصرت البراءة الأمريكية أيضا ولكنها أيدت في نهاية المطاف 77-80:77-80
وفي مواجهة تزايد المنافسة بين المشروع وغير المشروع ل أ.س.أ المسوّق عالميا، عملت باير لتعزيز العلاقة بين باير والأسبرين. إستراتيجية واحدة تم تطويرها في التحول من توزيع مسحوق الأسبرين للصيادلة للضغط في شكل حبوب لتوزيع أقراص كاملة موحدة مع شعار الصليب المميز لباير. في عام 1903، قامت الشركة بتأسيس شركة أمريكية تابعة، مع مصنع تحويل في «رينسيلار»، نيويورك، لإنتاج الأسبرين للسوق الأمريكية بدون دفع رسوم الاستيراد. رفعت باير أيضا دعوى قضائية ضد أكبر منتهكي براءات الاختراع والمهربين. محاولات الشركة التمسك بمبيعاتها للأسبرين شجعت انتقادات الصحفيين الساخرين والجمعية الطبية الأميركية، خصوصا بعد قانون 1906 للغذاء النقي والدواء الذي منع الأدوية ذات العلامة التجارية من كونها مدرجة في دستور الأدوية الأمريكي. أدرج باير أ.س.أ مع اسم عام للتمويه عمدا (مونوأسيتك استر حمض السالسيلك) للحد من الأطباء الذين يصفون أي شئ غير الأسبرين :88-96:28-31

## باير والحرب العالمية الأولى
مع اندلاع الحرب العالمية الأولى في عام 1914، كانت باير في مواجهة المنافسة في جميع الأسواق الرئيسية مع منتجين أ.س.أ المحليين وكذلك شركات الأدوية الألمانية الأخرى (وخاصة هايدن وهويشت). تم إغلاق السوق البريطانية على الفور أمام الشركات الألمانية، ولكن التصنيع البريطاني لم يتمكن من تلبية الاحتياجات خاصة من إمدادات الفينول، اللازمة لتصنيع أ.س.أ، واستخدمت إلى حد كبير في تصنيع المتفجرات. في 5 فبراير 1915، تم إبطال العلامات التجارية لباير في المملكة المتحدة، بحيث أن أي شركة يمكن استخدام مسمى الأسبرين. تمت السيطرة على السوق الأسترالية من خلال أسبرو، بعدما فقد صناع نيكولاس-أسبرين حق احتكاراسم الأسبرين هناك. في الولايات المتحدة، كان باير لا يزال تحت السيطرة الألمانية الرغم من أن الحرب عطلت الروابط بين محطة باير الأمريكية ومقرات باير الألمانية، ولكن نقص الفينول هدد بتخفيض إنتاج الأسبرين إلى حد كبير، وتم حظر الواردات عبر المحيط الأطلسي من قبل البحرية الملكية.:97-110

## مؤامرة الفينول الكبرى

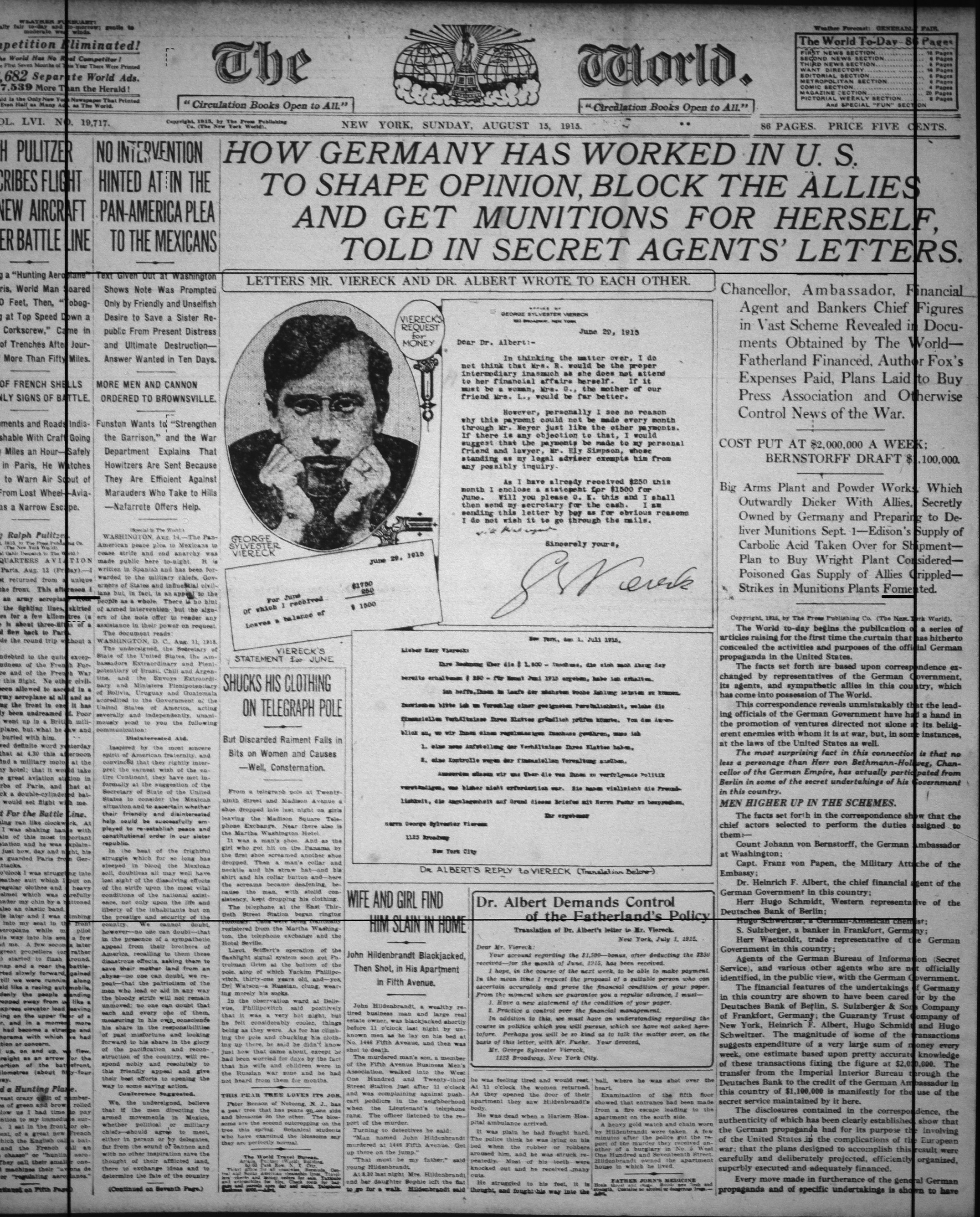
الصفحة الأولى في "عالم نيويورك" في 15 أغسطس 1915، التي نقلت الخبر من جهد الدعاية الألمانية السرية في الولايات المتحدة متورط بها يوهان هاينريش فون برنستورف، هاينريش ألبرت، هوغو شفايتزر وغيرهم.

لتوفير الفينول لإنتاج الأسبرين، والمساعدة في الوقت نفسه بشكل غير مباشر في المجهود الحربي الألماني، دبّر العملاء الألمان في الولايات المتحدة ما أصبح يعرف باسم مؤامرة الفينول العظمى. ببداية عام 1915، ارتفع سعر الفينول لدرجة أن اضطرت مصنع أسبرين باير لخفض جذري للإنتاج. كانت هذه مشكلة خاصة لباير لأنها كانت تؤسس إستراتيجية جديدة للعلامة التجارية استعدادا لانتهاء تسجيل الأسبرين في الولايات المتحدة. توماس اديسون، الذي كان في حاجة أيضا للفينول لتصنيع سجلات الفونوغراف، واجهته كذلك مشاكل الإمدادات؛ نتيجة لذلك، انشأ مصنع للفينول قادر على ضخ اثني عشر طن يوميا. بدأ توجيه الفينول الزائد عن حاجة اديسون لإنتاج تراينتروفينول.:109-113:39-41
على الرغم من أن الولايات المتحدة ظلت محايدة رسميا حتى أبريل 1917، كانت تقدم دعمها بشكل متزايد لقوات الحلفاء من خلال التجارة. لمواجهة هذا، تم تكليف السفير الألماني يوهان هاينريش فون برنستوف ومسؤول في وزارة الداخلية هاينريش ألبرت بتقويض الصناعة الأميركية والحفاظ على الدعم الشعبي لألمانيا. كان واحدا من عملائهم موظف سابق في باير، هوجو شفايتزر.:38-39 وضع شفايتزر عقدا لشركة وهمية تدعى جمعية التبادل الكيميائية لشراء كل فينول اديسون الزائد. ذهب الكثير من الفينول إلى شركة تابعة للأمريكية يملكها الألماني شميشي فابريك فون هايدن. كان هايدن يورد الساليسلك أسيد لشركة باير لتصنيع الأسبرين. في يوليو 1915، كانت مصانع اديسون تبيع حوالي ثلاثة أطنان من الفينول يوميا إلى شفايتزر. عاد إنتاج هايدن من الساليسلك أسيد ينتظم سريعا، وبالتالي، مصنع الأسبرين باير تم تشغيل كذلك.:40-41
لم تدم المؤامرة سوى بضعة أشهر. يوم 24 يوليو، 1915، حملت حقيبة هاينريش ألبرت تفاصيل عن مؤامرة الفينول، تم العثور عليها من قبل عميل خدمات سري. على الرغم من أن الأنشطة لم تكن غير قانونية حيث كانت الولايات المتحدة لا تزال محايدة رسميا ولا تزال تتداول مع ألمانيا، تسربت الوثائق سريعا إلى «نيويورك الدولي»، الصحيفة المناهضة لألمانيا. نشرت بيان في 15 أغسطس، 1915:41-42 أجبر ضغط الرأي العام شفايتزر واديسون لإنهاء صفقة الفينول. لاحقا أرسل اديسون المستشعر الحرج الفينول الزائد القوات العسكرية الأمريكية، ولكن في ذلك الوقت كان الصفقة أربحت المتآمرين حوالي مليوني دولار، وكان هناك بالفعل ما يكفي من الفينول لتشغيل مصنع الأسبرين باير. تعرضت سمعة باير لضربة كبيرة، ومع ذلك، كانت الشركة تستعد لإطلاق حملة إعلانية لتأمين العلاقة بين الأسبرين والعلامة التجارية باير.:113-114

## باير تفقد السندات الأجنبية

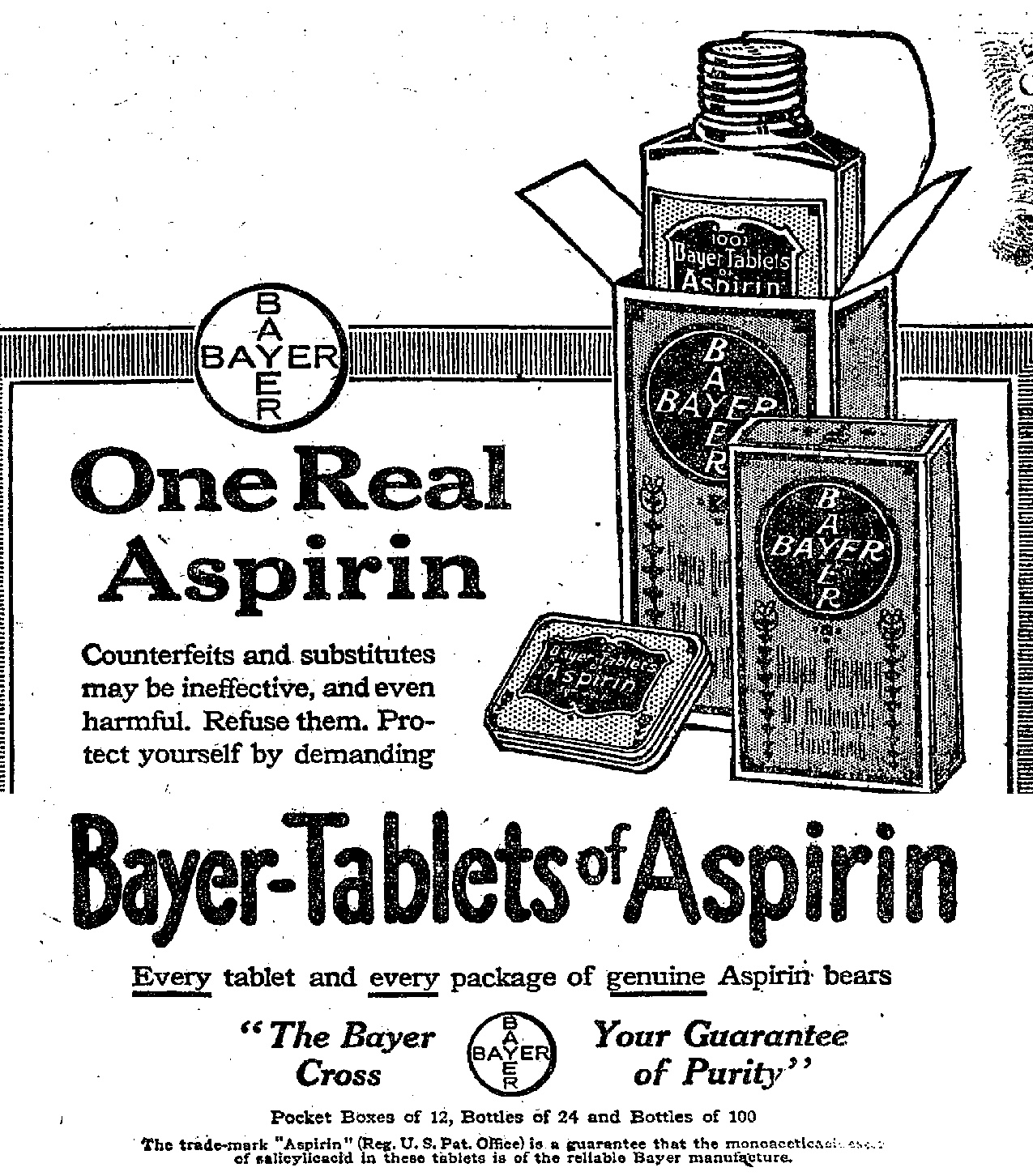
واحدة من الإعلانات الأولى لأسبرين باير تستهدف المستهلكين الأمريكيين، قليلا قبل أن تنتهى البراءة الأميركية للأسبرين

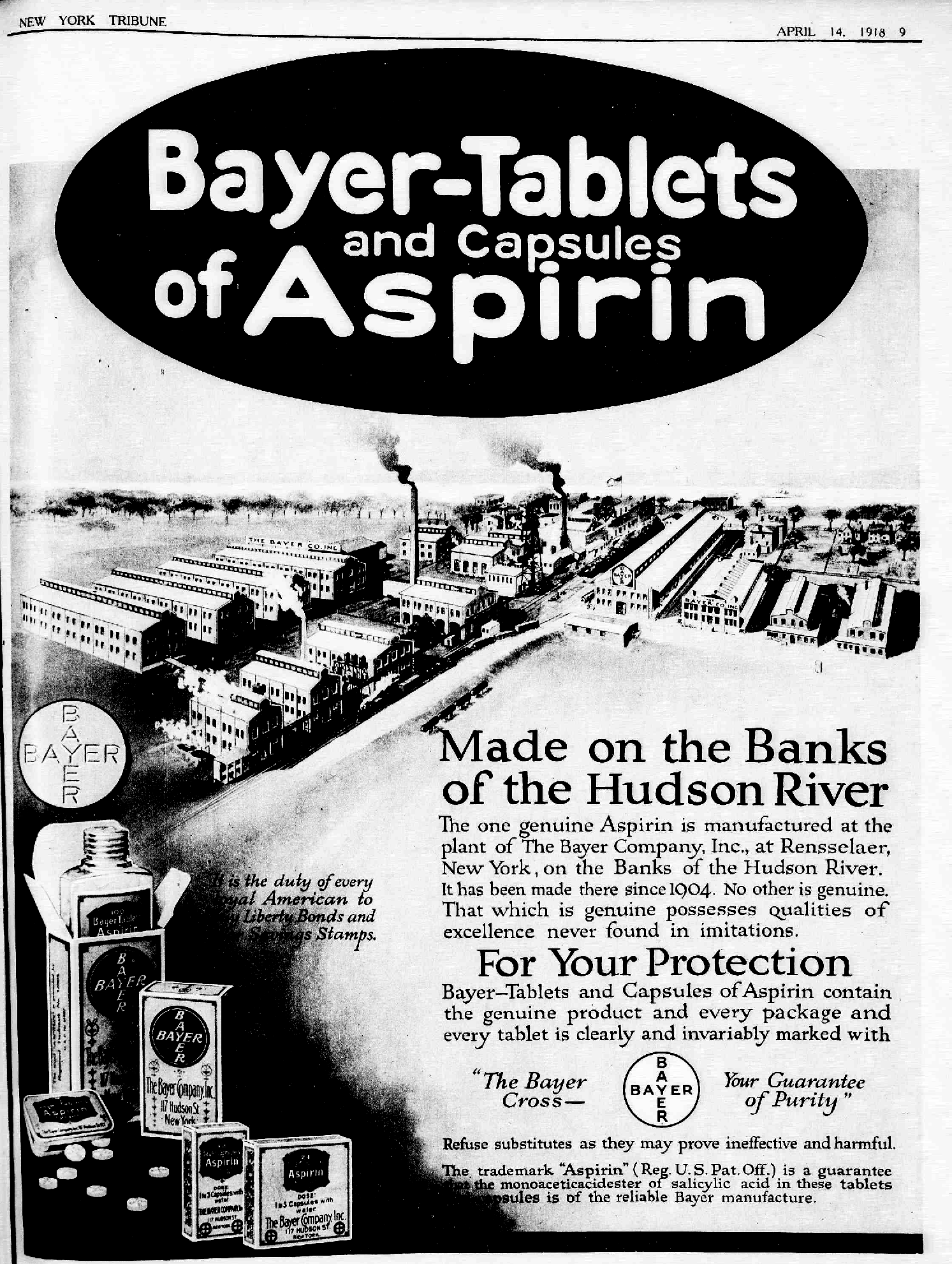
إعلان من صحيفة لأسبرين باير في الولايات المتحدة الأمريكية، بتاريخ 1918. كانت الولايات المتحدة في حالة حرب مع ألمانيا، والبراءة الخاصة بأسبرين باير انتهت وستفقد باير الحق في استخدام العلامة التجارية بعد ذلك (سيكون هذا في عام 1919).

ابتداءً من عام 1915، أنشأت مجموعة باير عددا من الشركات الهيكلية والشركات التابعة لها في الولايات المتحدة، للاحتياط من احتمالية فقدان السيطرة على الأصول الأمريكية في حال وجب على الولايات المتحدة أن تدخل الحرب والسماح لباير بدخول أسواق أخرى (على سبيل المثال، الزي الرسمي للجيش). بعد أن أعلنت الولايات المتحدة الحرب على ألمانيا في أبريل 1917، بدأ حارس الملكية «أليكس ميتشل بالمر» التحقيق حول الشركات المملوكة لألمانيا، وسرعان ما تحول اهتمامه إلى باير. لتجنب الاضطرار إلى تسليم جميع الأرباح والأصول إلى الحكومة، حولت إدارة باير مواردها إلى شركة جديدة، المملوكة بالاسم من قبل الأمريكان ولكن يسيطر عليها قادة باير الألمان ـ الأمريكيين. سرعان ما كشف بالمر هذا المخطط وصادر كامل مقتنيات باير الأمريكية. بعد أن تم تعديل قانون التجارة مع العدو للسماح ببيع هذه الممتلكات، عرضت الحكومة بالمزاد العلني محطة رينسيلار وبراءات الاختراع والعلامات التجارية الأمريكية عن باير، بما في ذلك حتى اسم العلامة التجارية «باير» وشعار باير الصليب. تم شراؤها من قبل شركة الأدوية المسجلة، شركة إنتاج استرلنج :42-49، بيعت حقوق باير للأسبرين وحقوق الولايات المتحدة لاسم باير والعلامات التجارية مرة أخرى إلى شركة باير في عام 1994 مقابل مليار دولار أمريكي.

## سنوات ما بين الحرب
مع قدوم وباء الإنفلونزا الاسبانية القاتل في عام 1918، الأسبرين ـ تحت أي من مسمياته ـ أمّن سمعته باعتباره واحد من أكثر الأدوية القوية والفعالة في دستور الأدوية لهذا الوقت. أعطت خصائصه الخافضة للحرارة العديد من المرضى قوة كافية للقتال خلال فترة العدوى، كسبت الشركات الأسبرين الكبيرة والصغيرة ولاء الأطباء والجمهور عندما يتمكنوا من تصنيع أو شراء الأسبرين بما يكفي لتلبية الحاجة. على الرغم من هذا، فإن بعض الناس اعتقدوا أن الألمان وضعوا البق المسبب للإنفلونزا الأسبانية في اسبرين باير، مما تسبب في الوباء كتكتيك حرب.:136-142
انتهي تسجيل أ.س.أ في الولايات المتحدة عام 1917، ولكن شركة استرلينج امتلكت العلامة التجارية الأسبرين، والتي الكلمة الأكثر استخدامًا للإشارة للدواء. في عام 1920، تحدت الشركة المتحدة للدواء العلامة التجارية للأسبرين، الذي أصبح رسميا منتشرًا للبيع العام في الولايات المتحدة (على الرغم من أن ظلت علامة تجارية عند بيعها لتجار الجملة والصيادلة). مع سرعة تزايد الطلب في أعقاب الإنفلونزا الأسبانية، كانت هناك قريبا المئات من العلامات التجارية «للاسبرين» للبيع في الولايات المتحدة :151-152
حاولت منتجات استرلينج، المجهزة بجميع حقوق الملكية الفكرية لباير الولايات المتحدة، الاستفادة من العلامة التجارية الجديدة في أسرع وقت ممكن، قبل أن ينتهي انتشار أ.س.أ. ومع ذلك، من دون الخبرة الألمانية لتشغيل محطة رينسيلار لصناعة الأسبرين وغيرها من أدوية باير، إلا أنها قدمت إمدادات محدودة من الأسبرين وواجهت منافسة من شركات أخرى. وكانت لرئيس استرلينج وليام فايس طموحات لبيع باير الاسبرين ليس فقط في الولايات المتحدة، ولكن للتنافس مع باير الألمانية في الخارج أيضا. الاستفادة من خسائر «فاربنفابركن باير» (شركة باير الألمانية) التي عانت من خلال أحكام التعويض من معاهدة فرساي، وعمدت فايس إلى اتفاق مع كارل دويسبرغ لتقاسم الأرباح في الأمريكتين وأستراليا وجنوب أفريقيا وبريطانيا العظمى لمعظم أدوية باير، في مقابل المساعدة التقنية في تصنيع الأدوية:144-150
كما أخذت شركة استرلينج الأصول الكندية لباير وكذلك ملكية العلامة التجارية للأسبرين التي لا تزال سارية المفعول في كندا  ومعظم دول العالم. قامت باير بشراء استرلينج وينثروب في عام 1994و استعادت ملكية اسم باير وعلامة الصليب التجارية لباير في الولايات المتحدة وكندا وكذلك ملكية العلامة التجارية للأسبرين في كندا.

## تنويع السوق
بين الحرب العالمية الأولى والحرب العالمية الثانية، دخلت العديد من منتجات الأسبرين الجديدة أو المنتجات المعتمدة على الأسبرين إلى السوق. انحسرت ملكية الشركة الأسترالية نيكولاس، من خلال إستراتيجيات جورج ديفيس التسويقية العنيفة، صنع من أسبرو علامة تجارية عالمية، مع قوة خاصة في أستراليا، ونيوزيلندا، والمملكة المتحدة :153-161. حاولت العلامات التجارية الأمريكية مثل الأسبرين بيرتون، ومولوي الأسبرين، الأسبرين، كال واسبرين سانت جوزيف التنافس مع باير الأمريكية، في حين أن طرح منتجات جديدة مثل كافاسبرين (الأسبرين مع الكافيين) وألكا سيلتزر (خليط قابل للذوبان من الأسبرين وبيكربونات الصودا) أدخل الأسبرين إلى استخدامات جديدة :153-1611925، أصبحت باير الألمانية جزء من المجموعة الدولية آي جي فاربن، وهي مجموعة من شركات صبغ سابقة. العلامات التجارية الدولية فاربن للأسبرين، وفي أمريكا اللاتينية، كافاسبرين ـ المخلوط بالكافيين ـ (الخاضعة لإدارة مشتركة مع المنتجات الاسترلينية) تنافس مع الاسبرين الأقل تكلفة مثل جنيول.:78,90

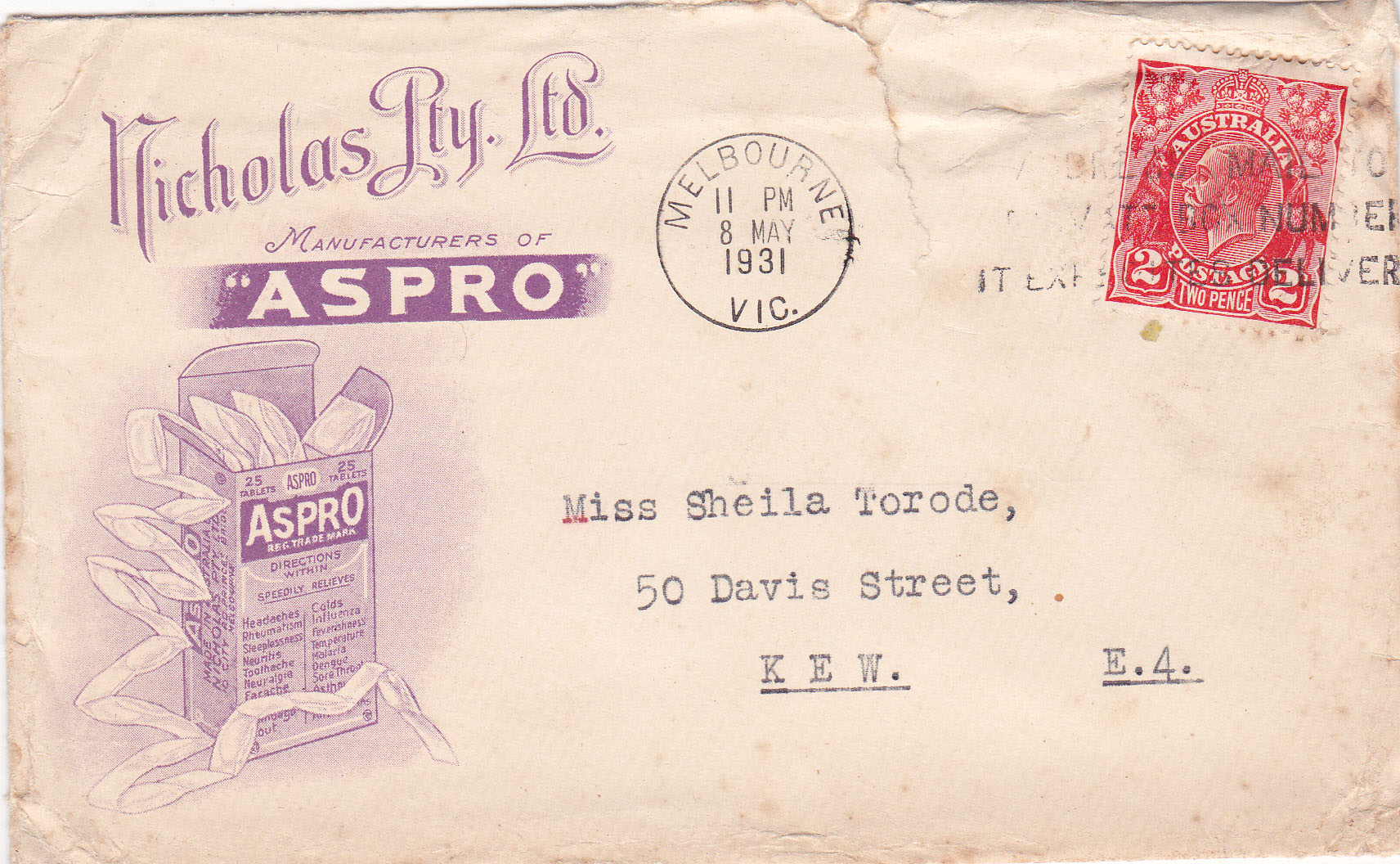
مغلف من عام1931 لشركة نيكولاس ال خاصة المحدودة، في ملبورن، فيكتوريا، أستراليا تعرض منتجها أسبرو (الأسبرين)

## المنافسة مع الأدوية الجديدة
بعد الحرب العالمية الثانية، مع تفكيك تكتل آي جي فاربن بسبب دورها المحوري في النظام النازي، اشترت منتجات استرلينج نصف باير المحدودة، شركة باير البريطانية الفرعية، والتي تمتلك نصفها الآخر بالفعل. ومع ذلك فإن أسبرين باير لم يشكل إلا نسبة صغيرة من سوق الأسبرين البريطاني بسبب المنافسة من أسبرو، داسبرين (الأسبرين القابل للذوبان) وماركات أخرى. بدأت باير المحدودة البحث عن مسكنات ألم جديدة للتنافس بشكل أكثر فعالية. بعد عدة أدوية حققت نجاحا معتدلا مستخدمة الأسبرين بشكل رئيسي (أنادين واكسيدرين)، أمر مدير شركة باير المحدودة لوري سبالتون بإجراء تحقيق من مادة يستخدمها علماء جامعة ييل، في عام 1946، وجد أنها مادة نشطة من مشتقات عملية أيض الأسيتانيليد: اسيتامينوفين. بعد التجارب السريرية، جلبت باير المحدودة اسيتامينوفين إلى السوق تحت اسم بانادول في عام 1956.:205-207
مع ذلك، لم تسوق منتجات استرلينج البانادول في الولايات المتحدة أو البلاد الأخرى حيث كان أسبرين باير لا يزال يهيمن على سوق الأسبرين. بدأت شركات أخرى في بيع عقار أسيتامينوفين، وأهمها، مختبرات ماكنيل التي أنتجت تايلينول السائل في عام 1955، وحبوب تايلينول في عام 1958. وبحلول عام 1967، كان التايلينول متاحا دون وصفة طبية. لأنه لا يسبب تهيج المعدة، وبسرعة كبيرة حل اسيتامينوفين محل مبيعات الأسبرين. في عام 1962 تم طرح مسكن آخر، ومضاد للالتهابات : ايبوبروفين (تم بيعه باسم بروفين في المملكة المتحدة وموترين في الولايات المتحدة). بحلول 1970، كان للأسبرين نصيب صغير نسبيا من سوق مسكنات الآلام، وفي العقد 1980 انخفضت مبيعاته أكثر حينما أصبح إيبوبروفين متاحا بدون وصفة طبية:212-217
أيضا في أوائل العقد 1980، اقترحت العديد من الدراسات وجود علاقة بين استهلاك الأطفال للأسبرين ومتلازمة راي، وهو مرض يحتمل أن يكون مميت. بحلول عام 1986، طلبت إدارة الأغذية والأدوية الأمريكية وضع ملصقات تحذيرية على جميع منتجات الأسبرين، ومواصلة السيطرة على المبيعات. قدم صناع تايلينول أيضا دعوى قضائية ضد صانع أسبرين الأناسين «المنتجات الأمريكية الرئيسية»، مدّعين أن عدم إضافة ملصقات تحذيرية قبل عام 1986 كانت سبب في تراجع مبيعات تايلينول بشكل غير عادل، ولكن تم رفض هذه الدعوى في نهاية المطاف.:228-229

## التحقيق حول كيفية عمل الأسبرين
كانت آلية الأسبرين كمسكن له خصائص مضادة للالتهابات وخافض للحرارة غير معروفة خلال فترة ذروة الدواء في وقت مبكر إلى منتصف القرن العشرين. تفسير هاينريش درسر، كان مقبولا على نطاق واسع منذ دخل الأسبرين إلى السوق لأول مرة، كانت تنص على أن الأسبرين يخفف الألم من خلال العمل على الجهاز العصبي المركزي. في عام 1958، هاري كولير، عالم الكيمياء الحيوية في مختبر الشركة الصيدلية بارك ديفيس بلندن، بدأ التحقيق في العلاقة بين الكاينينز (kinins) وآثار الأسبرين. في تجارب على خنازير غينيا، وجدت كولير أن الأسبرين، إذا ما أُعطى أولاً، فإنه يثبط آثار البراديكينين على الشعب الهوائية. ووجد أن قطع العصب الحائر في خنازير غينيا لم يؤثر على عمل البراديكينين أو التأثير المثبط للأسبرين، دليل على أن الأسبرين يعمل موضعيا لمكافحة الألم والالتهاب، وليس على الجهاز العصبي المركزي. في عام 1963، بدأ كولير العمل مع طالب دراسات عليا بجامعة لندن للصيدلة بريسيلا بايبر لتحديد آلية دقيقة لآثار الأسبرين. مع ذلك، كان من الصعب تحديد ماهيتها ودقة ما يجري في الكيمياء الحيوية داخل حيوانات التجارب الحية، وفي الاختبارات الخارجية على الأنسجة الحيوانية لم تتصرف كما في اختبارات داخل الجسم الحي.:223-226
بعد خمس سنوات من التعاون، رتب كولير لبايبر للعمل مع الصيدلي جون روبرت فين في الكلية الملكية للجراحين في إنجلترا، من أجل تعلم طرق فان الجديدة في التقييم الأحيائي، والذي يبدو وكأنه حل ممكن لفشل الاختبارات المعملية. اختبر فان وبايبر التتاليات الكيميائية الحيوية المرتبطة بصدمة الحساسية (في أجزاء من رئتي خنزير غينيا، وتطبيقها على أنسجة من الشريان الأورطي لأرنب). وجد الباحثون أن الأسبرين حال دون إفراز مادة كيميائية مجهولة الهوية التي تنتج بواسطة رئتي خنزير غينيا، وهي المادة الكيميائية التي تسبب انقباض أنسجة الأرنب. في عام 1971، عرّف فان المادة الكيميائية (التي أطلقا عليها اسم مادة انقباض أروطي الأرنب، أو RCS)باسم البروستاجلاندين. في 23 يونيو 1971 قدم بايبر وفان ورقة في مجلة نيتشر، تقترح أن الأسبرين والعقاقير المماثلة (المضادة للالتهابات غير الاستيرويدية أو NSAIDS) تعمل عن طريق منع إنتاج البروستاجلاندين. كشفت بحث لاحق أن المسكنات مثل الأسبرين تعمل عن طريق تثبيط إنزيم الأكسدة الحلقية، وهو الإنزيم المسؤول عن تحويل حمض الأراكيدونيك إلى بروستاجلاندين.:226-231

## العودة كدواء للقلب
لوحظت آثار الأسبرين على تخثر الدم (كعامل مضاد للصفائح) لأول مرة في عام 1950 من قبل لورانس كرافن. كان كرافن، طبيب أسرة في كاليفورنيا، يوجه مرضى استئصال اللوزتين إلى مضغ أسبرجم، وهو العلكة التي تحتوي على الأسبرين. وجد أن عددا غير عادي من المرضى كان يُنقل إلى المستشفى بسبب نزيف حاد، وأن هؤلاء المرضى استخدموا كميات كبيرة جدا من أسبرجم. بدأ كرافن يصف الأسبرين يوميا لجميع مرضاه، وادعى أن المرضى الذين اتبعوا نظام الأسبرين (حوالي 8000 شخص) لم توجد لديهم مؤشرات على تجلط الدم. ومع ذلك، لم تؤخذ الدراسات كرافن على محمل الجد من قبل المجتمع الطبي، لأنه لم يقم بعمل دراسة التحكم الوهمي (placebo-controlled study) وكان قد نشر فقط في مجلات مغمورة :237-239 
فكرة استخدام الأسبرين لمنع أمراض تخثر الدم (مثل النوبات القلبية والسكتات الدماغية) تم إحياؤها في العقد 1960، عندما وجد الباحث الطبي هارفي فايس أن الأسبرين كان له تأثير مضاد لالتصاق الصفائح الدموية (وعلى عكس العقاقير الأخرى المضادة للصفائح، كان الأسبرين له سمية منخفضة). اختار طبيب أمراض الدم وعضو مجلس البحوث الطبية جون اوبراين اكتشافات وايس، وفي عام 1963، بدأ العمل مع عالم الأوبئة بيتر إلوود على احتمالية كون الأسبرين دواء مضاد للتخثر. بدأ إلوود تجربة الأسبرين على نطاق واسع كدواء وقائي ضد النوبات القلبية. وافقت مختبرات نيكولاس على توفير أقراص الأسبرين، وأدرج إلووود ناجين من النوبات القلبية في دراسة مزدوجة التعمية حيث أن الناجين من النوبات القلبية إحصائيا هم الأكثر عرضة للمعاناة من نوبة ثانية، الحد من عدد من المرضى أمر ضروري لكشف موثوق إذا كان الأسبرين له تأثير على النوبات القلبية. بدأت الدراسة في نوفمبر/ تشرين الثاني عام 1971، على الرغم من أن الباحثين اضطروا سريعا لكسر التعمية المزدوجة عند ما أشارت دراسة أجراها عالم الأوبئة الأمريكي هرشل جيك أن الأسبرين إما أنه يقي من النوبات القلبية أو يجعلها أكثر فتكا. وجد جيك أن عددا أقل من متعاطي الأسبرين محتجزي دخلوا مستشفاه بسبب النوبات القلبية مقارنة بالمرضى غير متعاطي الأسبرين، وكان أحد التفسيرات الممكنة أن الأسبرين تسبب في نوبات قلبية أدت لوفاة المريض قبل وصوله إلى المستشفى. ولكن النتائج الأولية لدى إلوود استبعدت هذا التفسير. انتهت تجربة إلووود في عام 1973، وأظهرت انخفاضا طفيفا ولكن ليس ذو دلالة إحصائية في انخفاض النوبات القلبية بين المجموعة التي تتناول الأسبرين.:239-246
وضعت عدة دراسات لاحقة فعالية الأسبرين كدواء قلب على أرض صلبة، ولكن الأدلة كانت قابلة للجدل. ومع ذلك، في منتصف العقد 1980، مع تقنية جديدة نسبيا من التحليل التلوي (ميتاـ أناليسيز)، استطاع الإحصائي ريتشارد بيتو إقناع إدارة الأغذية والأدوية الأمريكية وجزء كبير من المجتمع الطبي أن دراسات الأسبرين، على وجه الإجمال، أظهرت فعالية الأسبرين مع تأكيد نسبي :247-257 بحلول نهاية العقد 1980، تم استخدام الأسبرين على نطاق واسع كدواء وقائي ضد النوبات القلبية وقد استعادت وضعها السابق باعتبارها مسكن الأكثر مبيعًا في الولايات المتحدة.:267-269